# 베마라하양털여우원숭이
베마라하양털여우원숭이(Avahi cleesei)는 인드리과에 속하는 양털여우원숭이의 일종이다. 마다가스카르 서부가 원 서식지이며, 학명은 존 클리즈의 이름을 따서 지었고, 클리즈양털여우원숭이로도 불린다. 이 종을 발견한 과학자는 몬티 파이톤의 스타, 클리즈의 이름을 따서 학명을 지었는 데, 이는 '와일드 사파리', Operation Lemur With John Cleese 등에서 클리즈가 보여준 여우원숭이에 대한 애정과 이들을 보호하고 보전하고자 하는 그의 노력때문이었다. 이 종은 1990년 우르스 텔만이 이끄는 취리히 대학교 연구팀에 의해 처음 발견되었지만, 2005년 11월 11일에서야 공식적으로 등록되었다.